# NGC 4025
NGC 4025 је спирална галаксија у сазвежђу Велики медвед која се налази на NGC листи објеката дубоког неба.
Деклинација објекта је + 37° 47' 32" а ректасцензија 11h 59m 10,0s. Привидна величина (магнитуда) објекта NGC 4025 износи 13,3 а фотографска магнитуда 14,0. NGC 4025 је још познат и под ознакама UGC 6982, MCG 6-26-64, DDO 107, CGCG 186-80, KUG 1156+380, PGC 37738.